# Harry Guardino
Harold Vincent Guardino, detto Harry (New York, 23 dicembre 1925 – Palm Springs, 17 luglio 1995), è stato un attore statunitense.
La sua carriera si sviluppò dai primi anni cinquanta ai primi anni novanta. Nel 1959 e nel 1963 fu candidato al Golden Globe per il miglior attore non protagonista, rispettivamente per i film Un marito per Cinzia (1958) e Pranzo di Pasqua (1962).

## Biografia
Nato nel sobborgo di Brooklyn, Guardino lavorò sia in teatro che nel cinema ed in televisione. A Broadway fu interprete in A Hatful of Rain (poi adattato nel 1957 per il cinema nel film Un cappello pieno di pioggia), One More River (con cui ottenne una candidatura ai Tony Award), i musical Anyone Can Whistle e Woman of the Year e i drammi di Tennessee Williams La rosa tatuata e The Seven Descents of Myrtle.
Per la televisione, nel 1964 fece parte del cast della serie televisiva Il reporter, interpretata anche da Gary Merrill e prodotta dalla CBS, ma che ebbe breve durata. Guardino vi interpretava il giornalista-investigatore Danny Taylor. Sempre sul piccolo schermo fu protagonista della serie Monty Nash (1971) e guest star nei serial Il tenente Kojak e Uno sceriffo a New York. Recitò 
inoltre in La signora in giallo e The New Adventures of Perry Mason, serie andata in onda fra il 1973 e il 1974.
Interpretò anche diversi film polizieschi, fra cui Squadra omicidi, sparate a vista! (1968), Ispettore Callaghan: il caso Scorpio è tuo! (1971), Cielo di piombo, ispettore Callaghan (1976). Da ricordare la sua partecipazione alla commedia all'italiana Operazione San Gennaro (1966), di Dino Risi, dove interpretò il ruolo del gangster americano, al fianco di Nino Manfredi e Senta Berger.
Morì a sessantanove anni per un tumore al polmone.

## Vita privata
Harry Guardino si sposò tre volte e non ebbe figli. Nel 1958 sposò Ann Norwood, dalla quale divorziò nel 1969. Il secondo matrimonio nel 1973 con Jennifer Revson si concluse nel 1974 con il divorzio. Nel 1985 Guardino sposò Elyssa Paternoster, con cui rimase fino alla morte nel 1995.

## Filmografia parziale

### Cinema
- Furia e passione (Flesh and Fury), regia di Joseph Pevney (1952)
- Un marito per Cinzia (Houseboat), regia di Melville Shavelson (1958)
- I cinque penny (The Five Pennies), regia di Melville Shavelson (1959)
- 38º parallelo: missione compiuta (Pork Chop Hill), regia di Lewis Milestone (1959)
- Jovanka e le altre (5 Branded Women), regia di Martin Ritt (1960)
- Il re dei re (King of Kings), regia di Nicholas Ray (1961)
- Pranzo di Pasqua (The Pigeon That Took Rome), regia di Melville Shavelson (1962)
- L'inferno è per gli eroi (Hell Is for Heroes), regia di Don Siegel (1962)
- Agguato nella savana (Rhino!), regia di Ivan Tors (1964)
- Operazione San Gennaro, regia di Dino Risi (1966)
- Un maggiordomo nel Far West (The Adventures of Bullwhip Griffin), regia di James Neilson (1967)
- Squadra omicidi, sparate a vista! (Madigan), regia di Don Siegel (1968)
- Il mosaico del crimine (Jigsaw), regia di James Goldstone (1968)
- I contrabbandieri del cielo (The Hell with Heroes), regia di Joseph Sargent (1968)
- Amanti ed altri estranei (Lovers and Other Strangers), regia di Cy Howard (1970)
- Cielo rosso all'alba (Red Sky at Morning), regia di James Goldstone (1971)
- Ispettore Callaghan: il caso Scorpio è tuo! (Dirty Harry), regia di Don Siegel (1971)
- Chi ha ucciso Jenny? (They Only Kill Their Masters), regia di James Goldstone (1972)
- Quella sporca ultima notte (Capone), regia di Steve Carver (1975)
- W.H.I.F.F.S. - La guerra esilarante del soldato Frapper (Whiffs), regia di Ted Post (1975)
- Candidato all'obitorio (St. Ives), regia di J. Lee Thompson (1976)
- Cielo di piombo, ispettore Callaghan (The Enforcer), regia di James Fargo (1976)
- Rollercoaster - Il grande brivido (Rollercoaster), regia di James Goldstone (1977)
- Goldengirl - La ragazza d'oro (Goldengirl), regia di Joseph Sargent (1979)
- Fai come ti pare (Any Which Way You Can'), regia di Buddy Van Horn (1980)

### Televisione
- The Kaiser Aluminum Hour – serie TV, episodio 1x23 (1957)
- Alfred Hitchcock presenta (Alfred Hitchcock Presents) – serie TV, episodio 3x08 (1957)
- Westinghouse Desilu Playhouse – serie TV, episodio 1x14 (1959)
- Johnny Staccato – serie TV, episodio 1x27 (1960)
- Scacco matto (Checkmate) – serie TV, episodio 1x28 (1961)
- Corruptors (Target: The Corruptors) – serie TV, episodio 1x23 (1962)
- The Dick Powell Show – serie TV, episodio 2x05 (1962)
- The Greatest Show on Earth – serie TV, episodio 1x01 (1963)
- Il virginiano (The Virginian) – serie TV, episodio 4x13 (1965)
- I giorni di Bryan (Run for Your Life) – serie TV, episodi 1x23-1x24 (1966)
- Monty Nash – serie TV, 14 episodi (1971)
- The New Perry Mason – serie TV, 14 episodi (1973-1974)
- Sulle strade della California (Police Story) – serie TV, 4 episodi (1973-1978)
- Fantasilandia (Fantasy Island) – serie TV, episodio 1x05 (1978)
- La signora in giallo (Murder, She Wrote) – serie TV, episodi 1x02-3x07-7x13-9x14 (1984-1993)

## Doppiatori italiani
Nelle versioni in italiano delle opere in cui ha recitato, Harry Guardino è stato doppiato da:
- Giuseppe Rinaldi in I cinque penny, L'inferno è per gli eroi, Furia e passione, Il mosaico del crimine
- Pino Locchi in Jovanka e le altre, 38º parallelo: missione compiuta, Un maggiordomo nel Far West
- Bruno Alessandro in Quella sporca ultima notte, Fai come ti pare
- Nando Gazzolo in Un marito per Cinzia
- Glauco Onorato in Il re dei re
- Carlo Croccolo in Operazione San Gennaro
- Sergio Tedesco in Squadra omicidi, sparate a vista!
- Gianni Marzocchi in Monty Nash
- Daniele Tedeschi in Ispettore Callaghan: il caso "Scorpio" è tuo!
- Luciano De Ambrosis in Candidato all'obitorio
- Giorgio Gusso in Cielo di piombo, ispettore Callaghan
- Sergio Graziani in Alfred Hitchcock presenta
- Rino Bolognesi ne La signora in giallo (ep. 1x02)
- Dario Penne ne La signora in giallo (ep. 3x07)
- Rodolfo Bianchi ne La signora in giallo (ep. 7x13)
- Romano Ghini ne La signora in giallo (ep. 9x14)